# محمد عبازي
محمد عبازي (1938 بمدينة الخميسات) هو مصور ومنتج وسيناريست ومخرج أمازيغي مغربي. اشتغل طويلا في الأفلام الوثائقية لصالح عدة قنوات أجنبية في الولايات المتحدة الأمريكية وأوروبا كما تعاون في إنتاج العديد من الأفلام الأجنبية التي تم تصويرها في المغرب.

## حياته
ولد محمد عبازي في مدينة الخميسات بالمغرب لعائلة متواضعة، حيث كان والده جنديا أمازيغيا ينتمي لقبيلة زمورية قاومت الاستعمار الفرنسي للمغرب في عشرينات القرن الماضي.

### مشواره الدراسي
تلقى عبازي دراسته في المغرب حيث حصل على البكالوريا في الرياضيات سنة 1960 من ثانوية مولاي يوسف بالرباط، ليتابع مسيرته الجامعية في مجال الإحصاء، لكن شغفه بالصورة جعله يغير مسلكه الدراسي للسينما فغادر الديار الوطنية إلى الولايات المتحدة الأمريكية حيث التحق بمدرسة الفيلم، موشن بيكتشر سكول، قسم الإخراج والإنتاج السينمائي التابع لجامعة كاليفورنيا في لوس أنجلوس والتي أخرج منها أول أعماله الفنية تحت عنوان «الطفل جوني» في عام تخرجه سنة 1966، وخلال تلك الحقبة تأثر عبازي بما عاصره في الولايات المتحدة الأمريكية في عام 1965 وما انبثق عنها من أعمال شغب ومواجهات دموية بين شرطة لوس أنجلوس وسكان حي واتس وغيرها من الأحياء الأمريكية ذات الأغلبية الأفريقية في جنوب وسط الولاية في ما عرف بشغب واتس. التحق بعدها بجامعة هارفارد من أجل تعميق مكتسابته السينمائية حيث تخرج منها عام 1969.

### المشوار المهني
عاد بعدها عبازي إلى المغرب بدافع الحنين إلى الوطن والرغبة ياستكشاف تراث الأجداد. فحاول البحث عن أشكال تعبير فردية خارج دوائر النخبة المغربية التقليدية، ولا سيما السينمائية العربية الأكثر تجارية. فصور عدة أفلام قصيرة بمساعدة شبكات التضامن الدولية سواء الرسمية والغير الرسمية.
أخرج عبازي عدة أفلام وثائقية في الستينيات والسبعينيات لصالح عدة شركات وقنوات أجنبية منها ثلاث وثائقيات لصالح شركة إنتاج المخرج مصطفى العقاد وشركة الفنانين المتحدين للتلفزيون بالولايات المتحدة الأمريكية، كان أولها «حلم ميمونة» سنة 1967 والذي صور في قلب جبال الأطلس المتوسط في مدينة مريرت المغربية، أردفه في نفس السنة بالفيلم الوثائقي «احتفالات اسبانيا» الذي صور باشبيلية في الإسبانية وسرقوسة الإيطالية، ووثائقي «فاسكو الصغير» الذي صور في البرتغال عام 1968. بالتوازي صور عبازي في نفس السنة أفلامًا وثائقية لفائدة التلفزيون الدنماركي تحاكي واقع الشباب المغربي في مواجهة التقاليد الموروثة وهي «ولدي العربي» الذي صور بمدينة تيفلت المغربية، و«اتفاق» بمدينة ميدلت، و«طلة مدتها ثلاثة أشهر» في مدينة الريصاني التابعة لإقليم الراشدية، جهة درعة تافيلالت. و «مرشد سياحي سري» في مراكش. كما أنتج وصور وأخرج بمدينة الدار البيضاء فيلمين آخرين هما «رياضية ابنة رياضي»، و«اليوم الطويل» سنة 1969.
تفردت اهتمامات عبازي الشكلية والموضوعية إلى التعريف بالتراث الأمازيغي وساكنة المدن الصغرى المهمشة في المغرب بالإضافة إلى مرارة حقبة الاستعمار ثم الاستقلال وما تخللها من شغب وقمع ومتغيرات لازمت تلك القترة الانتقالية في البلاد متحديا الظروف السياسية والعقبات الإنتاجية لهذا الشكل السينمائي.
راكم عبازي خبرة فنية كبيرة منذ السبعينيات، تارة كمدير للإنتاج وتارة أخرى كمساعد لعدد من المخرجين العالميين البارزين في عدة أفلام أجنبية تم تصويرها في المغرب أو خارجه، أشهرها فيلم «الرسالة» مع المخرج مصطفى العقاد، فيلم «الشاب وينستون» للمخرج الإنجليزي ريتشارد أتينبورو، فيلم «شخصان» للمخرج روبرت وايز، فيلم «الرجل الذي سيصبح ملك» للمخرج جون هيوستن، «يسوع الناصري» للمخرج الإيطالي فرانكو زافاريلي وفيلم «السراب» وغيرها.
في عام 1978، التحق عبازي بالمركز السينمائي المغربي حيث شغل منصب رئيس قسم الإنتاج، قبل أن يقدم استقالته عام 1980 ليؤسس بعد عام شركة إنتاجه الخاصة "TAGHMAT FILMS" حيث أنتج وأخرج أعمالا طويلة من ضمنها «من لواد لهيه» عام 1982 وو«كنوز الأطلس» عام 1997 وأخيرا الفيلم الأمازيغي «إيطو تثريت» عام 2008 والذي يعتبر الثالث في رصيده الفني كمخرج.
في 2022، تعرض عبازي لوعكة صحية تسببت بدخوله المركز الاستشفائي الجامعي محمد السادس بمراكش.

## أعماله
- 1966 : «الطفل جوني» - فيلم ما بعد التخرج
- 1967 : «حلم ميمونة»
- 1968 : «احتفالات إسبانيا»
- 1968 : «رياضية ابنة رياضي»
- 1969 : «اليوم الطويل»
- 1969 : «لقمة عيش» (La Longue Journée) - وثائقي طويل سيناريو وتصوير
- 1968 : «ولدي العربي» - وثائقي لتلفزيون الدانمارك
- 1968 : «اتفاق» - وثائقي لتلفزيون الدانمارك
- 1968 : «عطلة مدتها ثلاثة أشهر» - وثائقي لتلفزيون الدانمارك
- 1968 : «مرشد سياحي سري» - وثائقي لتلفزيون الدانمارك
- 1970 : «الرسالة (فيلم)» - مساعد المخرج مصطفى العقاد
- 1971 : «الشاب وينستون (فيلم)» - مساعد المخرج ريتشارد أتينبورو
- 1972 : «شخصان (فيلم 1973)» - مساعد الإنتاج روبرت وايز
- 1974 : «الرجل الذي سيصبح ملك» - مدير الإنتاج جون هيوستن
- 1976 : «يسوع الناصري» - مساعد المخرج فرانكو زافاريلي (الحلقة 4)
- 1978 : " السراب (فيلم) - فيلم مغربي مدير الإنتاج
- 1978 : " القنفودي (فيلم) - فيلم مغربي مدير الإنتاج
- 1982 : «من الواد لهيه (فيلم)» - مخرج وكاتب السيناريو
- 1983/1982 : «ماركو بولو (مسلسل ايطالي)» - مدير الإنتاج جوليانو مونتالدو
- 1984 : «رحلة أبو الهول (فيلم)» - فيلم فرنسي مدير وحدة إنتاج المغرب
- 1984 : «خلف الستائر (فيلم)» - الإنتاج الصوتي
- 1985 : «حريم (فيلم 1985)» - مدير الموقع في المغرب
- 1986 : «إشتار (فيلم)» - فيلم أمريكي مدير الإنتاج
- 1987 : «كيبيتش ودوتز» - مدير وحدة الإنتاج
- 1989 : "T. Sventon praktiserande privatdetektiv" - مساعد المخرج الأول لكل الحلقات
- 1989 : «الديك الأحمر (فيلم)» - مدير وحدة الإنتاج
- 1990 : «عدو العدو (مسلسل)» - مدير وحدة الإنتاج المغرب (الحلقة 1)
- 1991 : «ريح جميع القديسين (فيلم)» - مدير وحدة الإنتاج
- 1992 : «الإرهابي الديمقراطي (فيلم)» - مدير وحدة الإنتاج
- 1997 : «كنوز الأطلس (فيلم)» - مخرج وكاتب السيناريو
- 2000 : «صحراء» فيلم تليفزيوني وثائقي المنتج التنفيذي
- 2008 : «إيطو تثريت (فيلم)» - إنتاج وسيناريو وإخراج
- 2013 : «أسطورة» - فيلم وثائقي قصير (منتج مساعد)

## جوائز
- فاز فيلم كنوز الأطلس بجائزة لجنة التحكيم الخاصة في الدورة الخامسة للمهرجان السينمائي الوطني بالدار البيضاء سنة 1998.[بحاجة لمصدر]
- فاز فيلم إيطو تثريت بجائزة الزيتونة الذهبية في مهرجان الفيلم الأمازيغي بتيزي وزو.[7][8]
- فاز فيلم إيطو تثريت بجائزة أحسن صورة بمهرجان الفيلم بطنجة عام 2008.[3]
- تم تكريم المخرج المغربي الأمازيغي في مهرجان الرباط الدولي لسينما المؤلف في دورته 18 يونيو 2012.[5]

## وصلات خارجية
- محمد عبازي على موقع المركز السينمائي المغربي
- محمد عبازي من موقع imdb
- محمد عبازي من موقع Allociné